# Tisa (biljni rod)
Tisa (lat. Taxus), rod od desetak vrsta zimzelenog grmlja i drveća iz porodice tisovki (Taxaceae), od kojih u Hrvatskoj raste obična, Europska tisa ili šumska tisa (T. baccata). Rod je raširen po sjevernoj polutki, osobito po Europi, Aziji i sjeverozapadnoj Africi i Sjevernoj Americi.
Drvo tise izuzetno je tvrdo i otporno na vlagu, tako da nikad ne bubri. Krošnja joj je piramidalna i nepravilna. Iglice su joj duge do 3 centimetra, a ostaju na drvetu do 8 godina. Najčešće je se može naći u društvu s borovima i bukvama. Dvodomna je, što znači da postoje muško i žensko drvo, a razlikuju se po tome, što ženska biljka ima na sebi crvene ili žute bobice i preko zime.
Biljka je dugovječna i gotovo neuništiva, ne napadaju je kukci, a u prošlosti su ovo drvo smatrali čuvarom kuće od bolesti i demona. Svi dijelovi biljke su otrovni osim opne na sjemenkama. I iglice i sjemenke su veoma otrovne (taksin) i izazivaju povraćanje, proljeve, oštećenje bubrega i djeluju paralitički na središnji živčani sustav.
Ime roda dolazi od gečkog taxis, red, a odnosi se na pravilno raspoređene iglice na grančicama.
Drvo je pogodno za gradnju.

## Uporaba
Koristi se i u medicini i u istraživanju rada stanica. Taxol (Paclitaxel) je vrsta kemoterapije, jedna od rijetkih kemoterapija koje ja nastala istraživanjem prirodnog lijeka za borbu protiv karcinoma. Radi ugroženosti stabla tise vrste Taxus brevifolia (koje je odumiralo nakon što bi se kora iskoristila) - sastojak koji se koristio u medicini morao se proizvesti kompleksim sintetskim putem.

## Vrste
1. Taxus baccata L.
2. Taxus brevifolia Nutt.
3. Taxus calcicola L.M.Gao & Mich.Möller
4. Taxus canadensis Marshall
5. Taxus chinensis (Pilg.) Rehder
6. Taxus contorta Griff.
7. Taxus cuspidata Siebold & Zucc.
8. Taxus floridana Nutt.
9. Taxus globosa Schltdl.
10. Taxus mairei (Lemée & H.Lév.) S.Y.Hu
11. Taxus wallichiana Zucc.
12. Taxus ×media Rehder